# Betty Nansen
Betty Nansen, nascida Betty Anna Maria Müller (19 de março de 1873 – 15 de março de 1943) foi uma diretora de teatro e atriz dinamarquesa do teatro que leva seu nome, o Betty Nansen Teatret.

## Biografia
Ela nasceu em 19 de março de 1873.
Ela fez sua estreia em 1893 no Copenhague, como personagem-título na peça Dora, de Victorien Sardou.
Em 1913 a 1916, ela foi para os Estados Unidos para tentar a carreira como uma atriz de cinema. Ela estrelou em vários filme sem sucesso de J. Gordon Edwards, incluindo Anna Karenina (que agora é considerado perdido), The Song of Hate, Should a Mother Tell, A Woman's Resurrection e The Celebrated Scandal.
Após esta tentativo fracassada de estrelato do filme, ela voltou para Dinamarca e assumiu a gestão do Alexandra Theatre (Teatro Alexandra) em Frederiksberg, ela mudou o nome para dar-lhe o seu, Betty Nansen Teatret.
Em 1896, ela se casou com o escritor, jornalista e diretor de Gyldendal, Peter Nansen (1861–1918). Seu segundo casamento foi com o ator Henrik Bentzon.
Faleceu no dia 15 de março de 1943.

## Filmografia
- Hammerslaget (1914)
- Anna Karenina (1915)
- A Mother's Love (1915)
- En ensom Kvinde (1917)

## Galeria de imagens
| {{{caption}}}                             |
| Betty Nansen, fotografada por Mary Steen. |

| {{{caption}}}                                  |
| Peter Nansen, primeiro marido de Betty Nansen. |

| {{{caption}}}                  |
| Betty Nansen em Anna Karenina. |